# Clara Shortridge Foltz
Pour les articles homonymes, voir Foltz.
Clara Shortridge Foltz, née le 16 juillet 1849 probablement à New Lisbon en Indiana et morte le 2 septembre 1934 à Los Angeles, est la première avocate de la côte ouest des États-Unis.

## Biographie
Clara Shortridge Foltz naît le 16 juillet 1849 probablement à New Lisbon en Indiana. Elle est la fille unique d'Elias Shortridge et de Talitha Harwood.
En 1864 elle épouse Jeremiah R. Foltz, avec qui elle déménage en Californie. Veuve en 1877, elle entreprend la lecture du droit dans le bureau d'un avocat local. 
Lorsqu'elle découvre que la constitution californienne limite l'admission au barreau aux hommes de race blanche, elle rédige un amendement supprimant ces restrictions et, avec l'aide de Laura D. Gordon et d'autres, le fait adopter à l'assemblée législative en 1878. Cette année-là, elle devient la première femme admise à la pratique du droit en Californie. En 1879, elle se voit refuser l'admission au Hastings College of Law de San Francisco, qui bénéficie du soutien de l'État, et, avec l'aide de Gordon, elle intente une action en justice devant la Cour suprême de l'État. Cette année-là, elle et Gordon deviennent les deuxième et troisième femmes admises à exercer devant la Cour suprême de l'État.
Foltz est greffier du comité judiciaire de l'assemblée de l'État en 1879-1880. Sa pratique juridique privée à San Francisco se développe rapidement et, en 1893, elle  organise le Portia Law Club avec d'autres femmes avocates de la ville. De 1887 à 1889, elle vit à San Diego, où elle fonde et dirige le quotidien San Diego Bee. Plus tard, elle réside et pratique brièvement à New York. Une pratique croissante en droit des sociétés l'amène à s'abstenir d'exercer sa profession, notamment en organisant un département féminin pour la United Bank and Trust Company of San Francisco en 1905 et en publiant une revue spécialisée, Oil Fields and Furnaces (qui a par la suite fusionné avec le National Oil Reporter). À partir de 1906, elle vit et travaille à Los Angeles. Elle joue un rôle de premier plan dans la campagne qui permet d'obtenir le vote des femmes aux élections de l'État en 1911 et, peu après, elle est pendant un an ou deux la première femme procureur adjointe à Los Angeles.
De 1910 à 1912, Foltz est la première femme membre du Conseil d'État des organismes caritatifs et pénitentiaires, poste qu'elle obtient grâce à ses longs efforts pour réformer la procédure pénale et l'administration pénitentiaire, notamment en nommant des défenseurs publics des accusés indigents et en séparant les jeunes délinquants des détenus adultes. Elle est également responsable de la législation qui permet aux femmes d'agir à titre d'exécutrices et d'administratrices de successions et de tenir des commissions à titre de notaires publics. En 1916-1918, elle publie le magazine New American Woman. Elle est longtemps active dans la politique de l'État. En 1930, à l'âge de 81 ans, elle entre à l'école primaire républicaine de gouvernorat ; bien qu'elle ait perdu, elle reçoit un vote respectable.
Elle meurt le 2 septembre 1934 à Los Angeles.